# Cantharis cryptica
Cantharis cryptica är en skalbaggsart som beskrevs av Ashe 1947. Cantharis cryptica ingår i släktet Cantharis, och familjen flugbaggar. Arten är reproducerande i Sverige.

## Bildgalleri

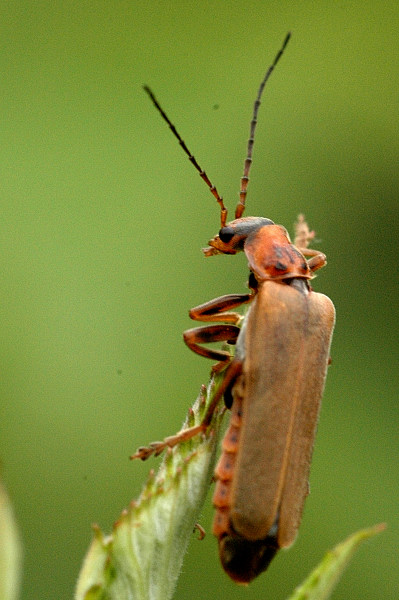